# 2-Nonenal
El 2-Nonenal es un aldehído insaturado. El líquido incoloro es un importante componente aromático de la cerveza añeja y del trigo sarraceno y es insoluble en agua.

## Características del olor
El olor de esta sustancia se percibe a lirio, grasa y pepino. Su olor se ha asociado con alteraciones del aroma del cuerpo humano durante el envejecimiento.

## Otras lecturas
- Morrison, G. C.; Nazaroff, W. W. (2002). «Ozone interactions with carpet: secondary emissions of aldehydes». Environmental Science & Technology 36 (10): 2185-92. Bibcode:2002EnST...36.2185M. PMID 12038828. doi:10.1021/es0113089.

- Datos: Q27131346
- Multimedia: 2-Nonenal / Q27131346